# Büyükkarakarlı, Hayrabolu
Büyükkarakarlı là một xã thuộc huyện Hayrabolu, tỉnh Tekirdağ, Thổ Nhĩ Kỳ. Dân số thời điểm năm 2011 là 620 người.